# Eugenio Giani
Eugenio Giani (ur. 30 czerwca 1959 w Empoli) – włoski polityk, samorządowiec i literat, od 2020 prezydent Toskanii.

## Życiorys
Z wykształcenia prawnik, ukończył studia na Uniwersytecie Florenckim. Obejmował funkcję prezesa różnych instytucji kulturalnych, w tym placówek muzealnych. Autor publikacji książkowych i esejów poświęconych tematyce sportowej i kulturalnej. Działał we Włoskiej Partii Socjalistycznej. Po jej rozpadzie w latach 90. należał do ugrupowań Socialisti Italiani i SDI, a w 2007 dołączył do Partii Demokratycznej.
W 1990 zasiadł w radzie miejskiej Florencji. W różnych kadencjach powoływany w skład miejskiej egzekutywy; jako asesor odpowiadał m.in. za roboty publiczne, sport i kulturę. W 2009 powołany na przewodniczącego rady miejskiej. W 2010 został członkiem rady regionalnej Toskanii, a w 2015 objął funkcję przewodniczącego tego gremium. We wrześniu 2020, będąc kandydatem koalicji centrolewicowej, wygrał wybory na prezydenta Toskanii.